# Nalle Hukkataival
Nalle Hukkataival (* 8. September 1986 in Helsinki) ist ein finnischer Kletterer, der sich auf das Bouldern spezialisiert hat. Er hat viele der schwersten Boulder begangen, darunter den ersten mit dem Grad 9A (V17), Burden of Dreams.

## Karriere
Nalle Hukkataival begann im Alter von 12 Jahren zu klettern. Mit 17 Jahren gewann er sein erstes internationales Turnier, die Nordic Championships. Bei der Kletterweltmeisterschaft 2005 in München wurde er Fünfter im Bouldern. 2006 siegte er beim legendären Rockmaster in Arco (Italien), ebenfalls in der Disziplin Bouldern. Ein Jahr später wurde er in Birmingham (Großbritannien) Vizeeuropameister. Insgesamt gewann er viermal die Nordic Championships und wurde acht Mal Finnischer Meister im Bouldern.
Es sind aber die Begehungen am Fels, die Nalle Hukkataivals Karriere auszeichnen. Er kletterte etliche Boulder in den Graden 8B+ (V14), 8C (V15) und 8C+ (V16). Dazu gehören einerseits Klassiker der Kletterszene wie beispielsweise Dreamtime, anderseits aber auch viele von ihm erstbegangen Boulder.
Mit der Begehung des Boulders Burden of Dreams in Lappnor (Finnland) gelang im 2016 schließlich der erste Boulder mit dem Grad 9A (V17). Im April 2023 wiederholte William Bosi Burden of Dreams und bestätigte den Grad.
Zu Nalle Hukkataivals Sponsoren gehören unter anderem Black Diamond und La Sportiva.

## Erfolge (Auswahl)

### Wettkampfklettern
(Quelle: )
- 5. Platz im Bouldern an der Kletterweltmeisterschaft in München 2005
- 1. Platz am Rock Master in Arco 2006
- Vizeeuropameister im Bouldern in Birmingham 2007
- Vierfacher Sieger der Nordic Championships im Bouldern
- Achtfacher Finnischer Meister im Bouldern

### Felsklettern

#### 9A (V17)
- Burden of Dreams – Lappnor, Finnland – 23. Oktober 2016 – Erstbegehung, erster Boulder dieses Grads[1]

#### 8C+ (V16)
- Sleepwalker – Red Rocks, USA – Februar 2019 – Drittbegehung nach Jimmy Webb und Daniel Woods[7]
- The Finnish Line – Rocklands, Südafrika – 2017 – Erstbegehung[8]
- Gioia – Varazze, Italien – 2014 – Drittbegehung[9]

#### 8C (V15)
- The Bügeleisen Sit Start – Maltaltal, Österreich – 2015 – Erstbegehung[3]
- Kintsugi – Rocklands, Südafrika – Januar 2015
- The Understanding – Magic Wood, Schweiz – Juni 2013
- La Force Tranquille – Magic Wood, Schweiz – Juni 2013[10]
- Practice Of The Wild – Magic Wood – Juni 2013
- Livin' Large – Rocklands, Südafrika – 5. August 2009 – Erstbegehung[5]
- The Island – Fontainebleau, Frankreich – 29. Oktober 2008
- Dreamtime – Cresciano, Schweiz – 10. März 2005 – nach Abbruch eines Griffs wird der Schwierigkeitsgrad meist mit 8B+ angegeben

#### 8B+ (V14)
- Living the Dream – Åland, Finnland – Erstbegehung – erster finnischer Boulder dieser Schwierigkeit
- Confessions – Cresciano, Schweiz – 15. März 2008
- Ode to the Modern Man – Mount Evans, USA – 9. Juni 2008
- Mooiste Meisje – Rocklands, Südafrika – 21. Juli 2008
- Madiba – Rocklands, Südafrika – 21. Juli 2008
- Sky – Rocklands, Südafrika – 21. Juli 2008
- Amandla – Rocklands, Südafrika – 21. Juli 2008
- New Base Line – Magic Wood, Schweiz – 18. September 2008
- The Globalist – Silo, Finnland – 3. Mai 2009 – Erstbegehung
- Ninja Skills – Sobrio, Schweiz – 21. Dezember 2009 – Erstbegehung